# Valgeir Sigurðsson
 (juin 2016).
Si vous disposez d'ouvrages ou d'articles de référence ou si vous connaissez des sites web de qualité traitant du thème abordé ici, merci de compléter l'article en donnant les références utiles à sa vérifiabilité et en les liant à la section « Notes et références ».
Valgeir Sigurðsson (né en 1971) est un producteur, musicien, ingénieur du son et compositeur islandais.

## Biographie
Issu du milieu musical et fasciné par les technologies de l'enregistrement, Valgeir Sigurðsson décide à l'âge de 16 ans de travailler dans un petit studio d'enregistrement.
Il joue du clavier, de la basse, des percussions, fait de la programmation électronique et étudie la guitare classique, décrochant plus tard un diplôme de Tonmeister à l'institut SAE de Londres.
En 1998, Valgeir est embauché par sa compatriote Björk comme ingénieur et programmeur pour travailler sur la bande son du film de Lars von Trier, Dancer in the Dark. L'un des morceaux tirés du film, I've Seen It All (duo avec Thom Yorke de Radiohead) est nommé pour un Academy Award pour la meilleure chanson originale (mais perdit face à Things Have Changed de Bob Dylan).
Sa collaboration avec Björk se poursuivit après ce projet et perdura de début 1998 jusqu'en 2006. Durant cette période, Valgeir fut l'un de ses principaux collaborateurs studio.
Valgeir fonde en 1997 les studios Greenhouse qui devient l'une des structures d'enregistrement islandaises les plus réputées. Valgeir y a collaboré avec Björk, ainsi qu'avec d'autres musiciens reconnus tels que Bonnie 'Prince' Billy, Damon Albarn, Camille, CocoRosie, Ben Frost, Sam Amidon, múm, Hilary Hahn & Hauschka, Howie B, Kronos Quartet, The Magic Numbers, Feist, Nico Muhly, Brian Eno, Sigur Rós et bien d'autres.
En 2005, il co-fonde le label Bedroom Community et, par là même, produit les premiers enregistrements de Nico Muhly, de même que ceux de Ben Frost et de Sam Amidon qu'il sort sur le label.
Tout au long de sa carrière, Valgeir Sigurðsson a composé pour la télévision, le cinéma et le théâtre. Son premier album solo, Ekvílibríum,  sort sur Bedroom Community en 2007, suivi d'une bande son pour le film Draumalandið en 2010.
La partition de Draumalandið a été joué par l'Orchestre symphonique d'Islande en 2011, par l'Orchestre symphonique de Winnipeg en 2012 et par Ilan Volkov et l'Orchestre symphonique écossais de la BBC en 2013.
Sa première commission conventionnelle, Nebraska Quartet, a été joué en première par le quatuor à cordes Chiara au Lincoln Center à l'occasion de l'Ecstatic Music Festival de New York en 2011. 
Le troisième album de Valgeir Sigurðsson, intitulé Architecture of Loss, sort en septembre 2012 et rencontre un succès critique.
Ghosts, pour ensemble de chambre, résultant d'une commission du Crash Ensemble, est lancé à Dublin en novembre 2013. Alexander Mickelthwate et l'Orchestre symphonique de Winnipeg joue en première Eighteen Hundred and Seventy-Five, pour orchestre et électronique, dans le cadre du festival annuel New Music en janvier 2014.

## Œuvres

### Mise en scène
- Green Aria (co-composé avec Nico Muhly), pour orchestre de chambre et électronique, 2009
- Architecture of Loss, ballet pour ensemble de chambre à trois musiciens et électronique, 2012
- Wide Slumber for lepidopterists pièce musique-théâtre pour 3 vocalistes, 4 musiciens et électronique, 2014

### Orchestre
- Dreamland pour orchestre large et électronique, 2011
- Dreamland pour orchestre de chambre et électronique optionnelle, 2013
- Eighteen Hundred and Seventy-Five pour orchestre et électronique, 2013
- No Nights Dark Enough pour orchestre de chambre et électronique, 2014

### Ensemble
- Past Tundra pour ensemble de chambre à neuf musiciens avec électronique, 2011
- Nebraska pour quatuor à cordes, 2011
- Architecture of Loss, ballet pour ensemble de chambre à trois musiciens et électronique, 2012
- Ghosts, pour ensemble de chambre à 10 musiciens avec électronique, 2013
- The Crumbling (from Architecture of Loss), pour ensemble de chambre à six musiciens, 2014
- Raindamage, pour trio à cordes et électronique, 2014
- Veej, pour ensemble de chambre à 18 musiciens, 2015

## Discographie
- Ekvílibríum (2007)
- Draumalandið (2010)
- Architecture of Loss (2012)
- DISSONANCE (2017)